# Szczyrbska Szczerbina
Szczyrbska Szczerbina, Szczyrbski Karb (niem. Tschirmer Kerbe, słow. Štrbská štrbina, węg. Csorbai-rés) – przełączka między Szczyrbskimi Zębami (2255 m) a Szczyrbską Turniczką (2281 m) w głównej grani odnogi Krywania w słowackich Tatrach Wysokich. Przełączka jest wąska. Na północną stronę opada z niej skalisto-trawiasty żlebek, niżej przekształcający się w serię stromych zacięć i kominków nad piarżyskami Małego Ogrodu w Dolinie Hlińskiej. Na południe z przełęczy opada ściana do piargów Kolistego Stawu w Dolinie Młynickiej.
Przez Szczyrbską Szczerbinę prowadzi droga wspinaczkowa Z Małego Ogrodu przez ścianę Szczyrbskiej Turniczki. Trudność 0+ w skali tatrzańskiej, czas przejścia 20 min.

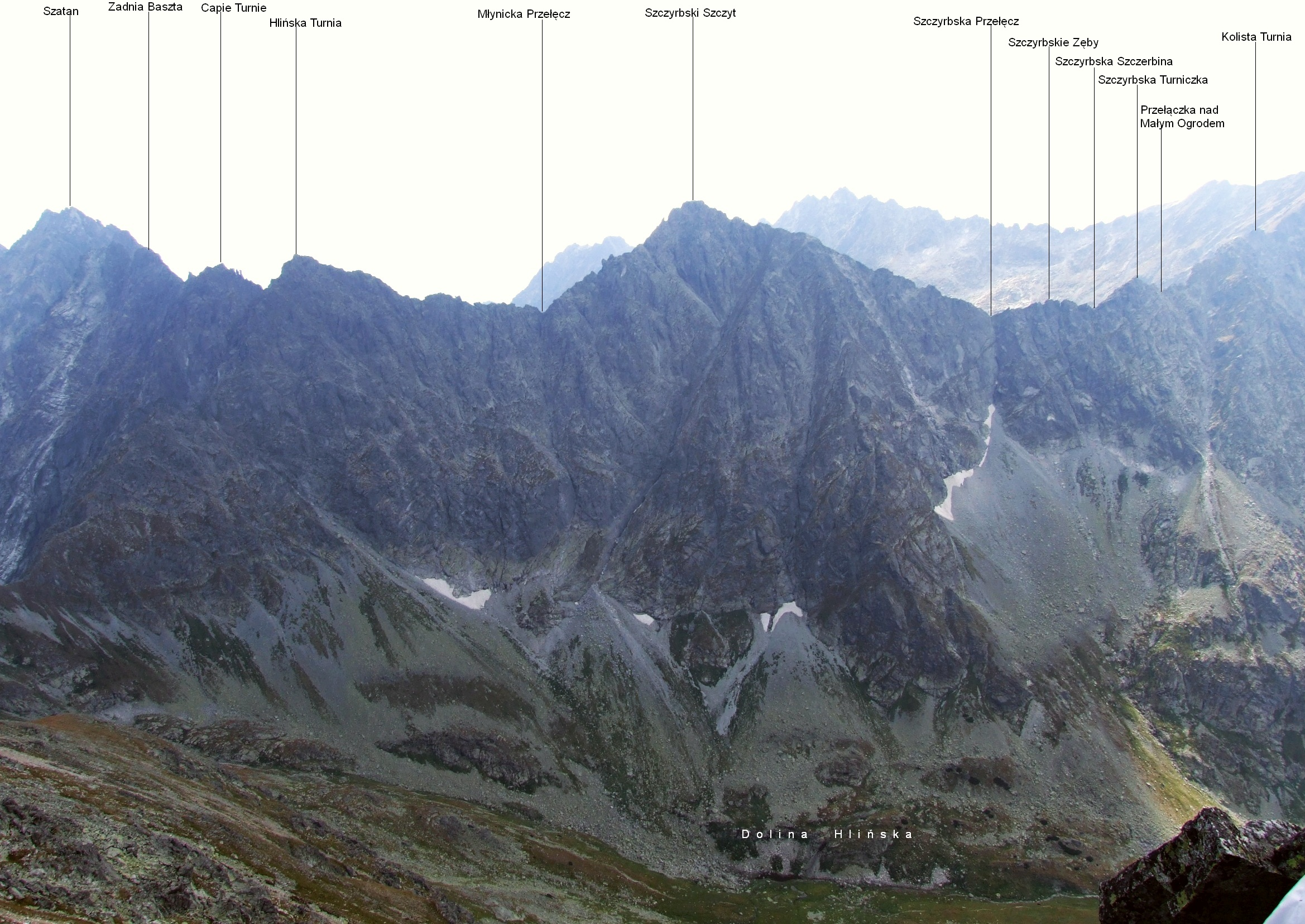
Widok z Koprowego Wierchu